# سامسونج لعمليات البرمجة في الهند
سامسونج لعمليات البرمجة في الهند (بالإنجليزية: Samsung India Software Operations) هي واحدة من مراكز البحث والتطوير من اثني عشر مركزًا لشركة سامسونج للإلركترونيات المحدودة مقرها في بنغالور في الهند أُنشئت في فبراير 1996 وتطوَّرَت وأصبَحَت مركزًا لتطوير البرمجيات والتي تشمل مجالات كثيرة من مجالات التكنولوجيا وهي تضم الآن أكثر من 4000 آلاف موظف للمشاركة والبحث والتطوير
1. ↑  مُعرِّف قاعدة بيانات البحث العالمية (GRID): grid.465065.4.
2. ↑  مذكور في: ROR release v1.19. تاريخ النشر: 16 فبراير 2023. مُعرِّف الغرض الرَّقميُّ (DOI): 10.5281/ZENODO.7644942.